# توم باتي
توم باتي (بالإنجليزية: Tom Patti)‏ هو كاتب أمريكي، ولد في 22 أكتوبر 1962 في نيويورك في الولايات المتحدة.